# Cagua (Venezuela)
Cagua ist eine Stadt in Venezuela und Verwaltungssitz des Municipios Sucre. Sie liegt auf 458 Metern Höhe im Araguatal, im Nordwesten des Bundesstaates Aragua.
Cagua ist zurzeit ein Teil des Maracai-Ballungsraums. Im Jahr 2017 wohnten in Cagua etwa 114.445 Menschen.

## Sehenswürdigkeiten
- Kirche von San José
- El Molino de Piedra
- Guipuzcoana-Haus
- Museum von Kunst und Geschichte
- Taiguaguai-See
- Sucreplatz
- Bolívarplatz
- Los Meregotos-Platz
- Agustín Codazzi-Park
- Kulturhaus

## Persönlichkeiten
- Nicolas Reidtler (* 1947), Radrennfahrer